# Burgruine Hessenwalt
Die Burgruine Hessenwalt oder Hessenwald ist der Rest einer Höhenburg auf dem 530 m ü. NN hohen Heiligenberg oder Schlossberg etwa 600 m südlich des Ortsteiles Roth der Gemeinde Eschenburg im Lahn-Dill-Kreis in Hessen.

## Geschichte
Die Burg wurde von den Landgrafen von Hessen um 1325 bis 1326 zur Verteidigung des Breidenbacher Grunds während der Dernbacher Fehde erbaut. Obwohl Baukosten von 1.200.000 Schilde „Schild Tournosen“ urkundlich belegt sind, und die Burg eine stattliche Anlage gewesen sein muss, hielt die Burg dem nassauischen Heer nicht stand. 1327 bis 1328 von den Grafen von Nassau zerstört, ist die Burg bis ins 15. Jahrhundert verfallen. Bereits 1563 wird nur noch vermerkt, dass hier auf „vortzeiten ein alt schloß gelegen“ haben soll.
Von der ehemaligen Burganlage mit einer Vorburg sind nur noch geringe Mauerreste (Fundamentmauerrest, ein Torpfeiler, Treppenreste), die Reste eines Felsenkellers und der tiefe Halsgraben erhalten.